# 汐見台 (茅ヶ崎市)
汐見台（しおみだい）は、神奈川県茅ヶ崎市の地名。丁番を持たない単独町名である。住居表示実施済み区域。

## 地理
茅ヶ崎市の南東沿岸部に位置する。東は藤沢市辻堂西海岸、北は浜竹、北西は緑が浜、西は浜須賀と接する。南西から北東へ順に1から5番地がある。土壌は湘南海岸の砂浜であり、海岸沿いは防風林が広範囲を占めている。

### 海洋
- 相模湾（湘南海岸）

## 歴史

### 沿革

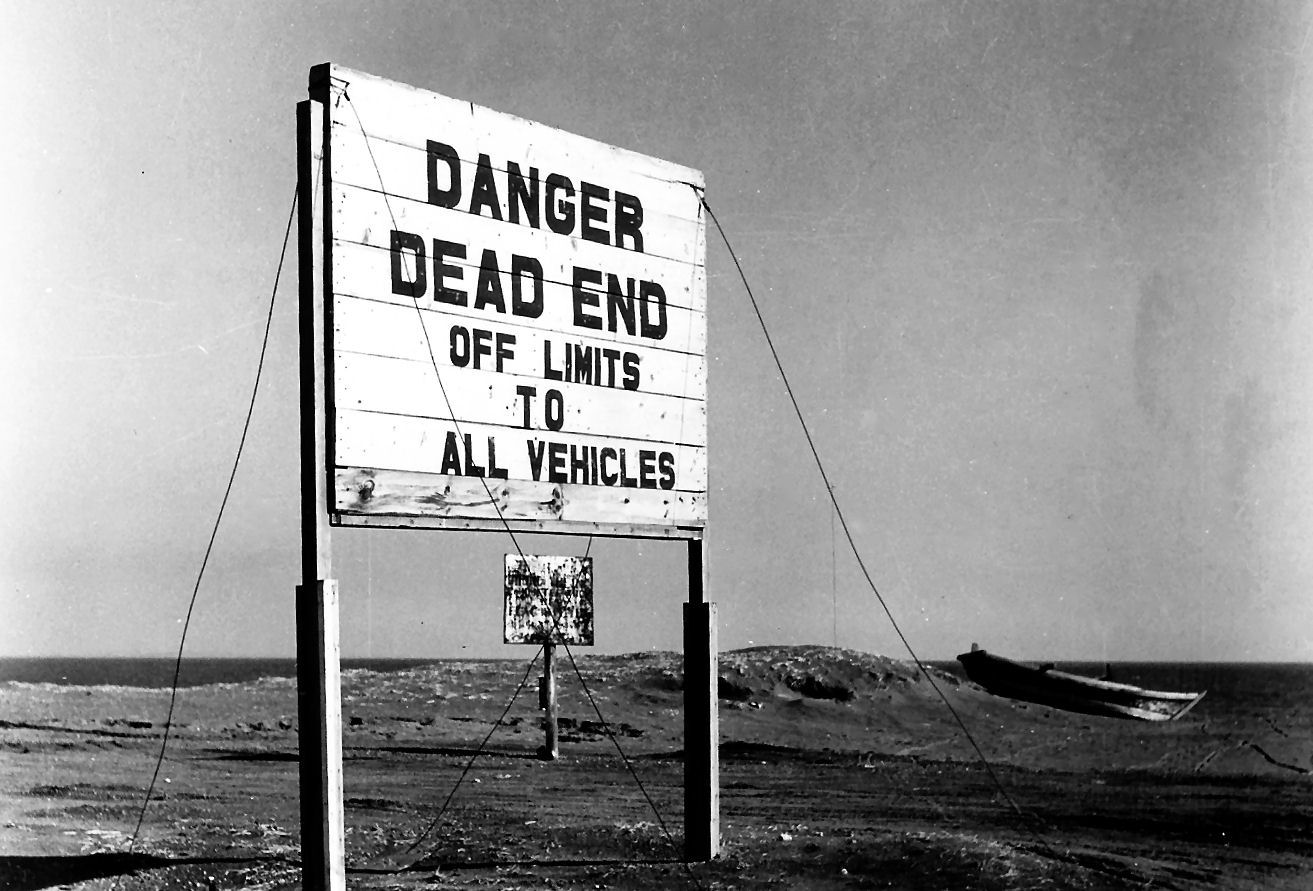
在日米軍辻堂演習場

江戸時代以前は、小和田村および菱沼村の一部であった。
- 1590年（天正18年） - 相州炮術調練場が置かれる。
- 1868年（明治元年） - 相州炮術調練場が廃止される。
- 1889年（明治22年）4月1日 - 町村制施行により、小和田村および菱沼村は、室田村、高田村、赤羽根村、甘沼村および香川村と合併し、当地域は松林村の一部となる。
- 1908年（明治41年）10月1日 - 松林村は、茅ヶ崎村および鶴嶺村と合併し、当地域は茅ヶ崎町の一部となる。
- 1926年（大正15年） - 横須賀海軍砲術学校辻堂演習場が置かれる。
- 1947年（昭和22年）10月1日 - 市制施行により茅ヶ崎市の一部となる。
- 1952年（昭和27年）7月26日 - 在日米海軍辻堂演習場が置かれる。
- 1959年（昭和34年）6月25日 - 在日米海軍辻堂演習場が返還される。
- 1967年（昭和42年）7月1日 - 住居表示を施行する[6]。
- 1971年（昭和46年） - 工業技術院（後の産業技術総合研究所）海水淡水化茅ヶ崎臨海研究所が置かれる。
- 1972年（昭和47年）4月1日 - 湘南汐見台公園が置かれる。
- 1979年（昭和54年）6月21日 - 松下電気湘南保養所であった土地に[7]松下政経塾が置かれる。
- 2003年（平成15年）3月31日 - 産業技術総合研究所海水淡水化茅ヶ崎臨海研究所が閉鎖される。
- 2011年（平成23年）4月1日 - 茅ヶ崎市立汐見台小学校が置かれる。

### 町名の変遷
| 実施後 | 実施年月日   | 実施前（各字名ともその一部） |
| ------ | ------------ | ---------------------------- |
| 汐見台 | 1967年7月1日 | 大字小和田、大字菱沼         |

## 世帯数と人口
2023年（令和5年）9月1日現在（茅ヶ崎市発表）の世帯数と人口は以下の通りである。
| 町丁   | 世帯数  | 人口  |
| ------ | ------- | ----- |
| 汐見台 | 319世帯 | 892人 |

### 人口の変遷
国勢調査による人口の推移。
| 年                 | 人口 |
| ------------------ | ---- |
| 1995年（平成7年）  | 333  |
| 2000年（平成12年） | 404  |
| 2005年（平成17年） | 695  |
| 2010年（平成22年） | 819  |
| 2015年（平成27年） | 960  |
| 2020年（令和2年）  | 937  |

### 世帯数の変遷
国勢調査による世帯数の推移。
| 年                 | 世帯数 |
| ------------------ | ------ |
| 1995年（平成7年）  | 122    |
| 2000年（平成12年） | 155    |
| 2005年（平成17年） | 249    |
| 2010年（平成22年） | 281    |
| 2015年（平成27年） | 353    |
| 2020年（令和2年）  | 331    |

## 学区
市立小・中学校に通う場合、学区は以下の通りとなる（2023年3月時点）。
| 番地 | 小学校                 | 中学校               |
| ---- | ---------------------- | -------------------- |
| 全域 | 茅ヶ崎市立汐見台小学校 | 茅ヶ崎市立松浪中学校 |

## 事業所
2021年（令和3年）現在の経済センサス調査による事業所数と従業員数は以下の通りである。
| 町丁   | 事業所数 | 従業員数 |
| ------ | -------- | -------- |
| 汐見台 | 30事業所 | 443人    |

### 事業者数の変遷
経済センサスによる事業所数の推移。
| 年                 | 事業者数 |
| ------------------ | -------- |
| 2016年（平成28年） | 23       |
| 2021年（令和3年）  | 30       |

### 従業員数の変遷
経済センサスによる従業員数の推移。
| 年                 | 従業員数 |
| ------------------ | -------- |
| 2016年（平成28年） | 305      |
| 2021年（令和3年）  | 443      |

## 交通

### 鉄道
当地に鉄道は通過していない。

### バス
- 江ノ電バス
  - 系統名なし 辻堂駅南口行

### 道路
- 国道134号
- 神奈川県道30号戸塚茅ヶ崎線

## 施設
- 神奈川県藤沢土木事務所汐見台庁舎
  - 財団法人神奈川県都市整備技術センター
- 湘南汐見台公園
- 松下政経塾
- 茅ヶ崎市立汐見台小学校

## その他

### 日本郵便
- 郵便番号 : 253-0033[3]（集配局 : 茅ヶ崎郵便局[17]）。